# Debar
Debar (in macedone Дебар?, in albanese Dibër) è una città e un comune della Macedonia del Nord di 19 542 abitanti (dati 2021). L'area comunale comprende, oltre a Debar (sede del municipio), numerose località rurali, come di norma nell'amministrazione territoriale macedone e, in generale, dei Paesi dell'ex-Jugoslavia.

## Geografia fisica
Il territorio è montuoso. Vicino a Debar, è presente l'omonimo lago, che ha una superficie di 13,2 km.

## Geografia antropica
Il comune confina con il comune di Mavrovo e Rostuša a nord-est, il comune di Kičevo a sud-est, il comune di Centar Župa a sud e l' Albania a ovest.

## Storia
Prima delle guerre Balcaniche, la popolazione era di 18 000 abitanti, che diminuirono fino al periodo tra le due guerre mondiali in quanto parte della popolazione musulmana emigrò in Turchia. La popolazione tornò a crescere dopo la seconda guerra mondiale, tanto che fu in costante crescita dal 1947 al 1994. Nel 1969 venne inaugurato un centro di accumulamento artificiale  all'interno del Lago vicino al centro abitato.

## Società

### Evoluzione demografica
Modificare
Secondo l'ultimo censimento nazionale del 2021 questo comune conta 15 412 abitanti.
I gruppi etnici nel comune includono:
- Albanesi = 8 438 (54,75%)
- Macedoni = 1 155 (7,49%)
- Turchi = 2 733 (17,73%)
- Rom = 1 140 (7,4%)
- Altri = 432 (2,8%)

## Località
Il comune è formato dall'insieme delle seguenti località:
- Debar (sede comunale)
- Banište
- Bomovo
- Dolno Kosovrasti
- Gorno Kosovrasti
- Gari
- Hame
- Konjari
- Krivci
- Otišani
- Rajčica
- Selokukji
- Spas
- Tatar Elevci
- Dzepište
- Mogorče
- Osoj